# Administrația sovietică în Transilvania de Nord
Prin Dictatul de la Viena, Germania și Italia au obligat România să cedeze teritoriul Transilvaniei de Nord Ungariei, în 1940.

## Istorie
Actul de la 23 august 1944 și alăturarea României de partea Aliaților
În data de 23 august 1944, România a dispus încetarea imediată a colaborării cu Puterile Axei și începerea tratativelor de armistițiu cu Aliații și de colaborare militară cu Uniunea Sovietică, în timpul celui de-al Doilea Război Mondial. Această acțiune a marcat o schimbare semnificativă în poziția României în război și a avut consecințe importante în regiunea Europei de Est.
Recuperarea Nordului Transilvaniei
Alăturarea României la Coaliția Națiunilor Unite a dus la începutul unui război împotriva Germaniei naziste și a Ungariei hortyste. Obiectivul principal al acestui război a fost recuperarea Nordului Transilvaniei, care fusese anexat de Ungaria prin Dictatul de la Viena din 30 august 1940. Această regiune era considerată parte integrantă a teritoriului românesc și recuperarea ei reprezenta o prioritate pentru România.
Convenția de Armistițiu din 12 septembrie 1944
La 12 septembrie 1944 a fost semnată la Moscova convenția de armistițiu între guvernul român și guvernele Națiunilor Unite, prin care a fost oficial recunoscută starea de fapt a ieșirii României din războiul antisovietic și intrarea sa în războiul antinazist. Convenția a prevăzut participarea României la război cu 12 divizii, anularea prevederilor arbitrajului de la Viena și plata de despăgubiri de război către Uniunea Sovietică și celelalte Națiuni Unite. Paragraful 19 al convenției prevedea: "guvernele aliate consideră prevederile Arbitrajului de la Viena privind Transilvania ca nule și neavenite, și cad de acord (convin) ca Transilvania sau o mare parte a Transilvaniei să revină României, sub condiția confirmării printr-un tratat de pace."
La 20 ianuarie 1945 guvernul Ungariei a semnat, tot la Moscova, convenția de armistițiu cu Națiunile Unite. Guvernul Ungariei s-a obligat să-și retragă trupele în teritoriul deținut la 31 decembrie 1937 și să revoce toate legile privitoare la anexarea de teritorii din Cehoslovacia, Iugoslavia și România.
Eliberarea treptată a Nordului Transilvaniei
După ce prin lovitura de stat de la 23 august 1944 România a înlăturat dictatura militară a lui Ion Antonescu și a trecut de partea coaliției antihitleriste, trupele ungare loiale Germaniei naziste au primit de la Berlin permisiunea deschiderii unei ofensive militare cu obiectivul ocupării Transilvaniei de Sud și fixării crestei Carpaților drept linie a frontului sovietic. Operațiunea militară a început pe 5 septembrie 1944 în centrul Transilvaniei, însă înaintarea germano-ungară a fost oprită la 8 septembrie de Armata a IV-a română. Între 11-18 septembrie a urmat ofensiva Armatei a III-a ungare și a Armatei a II-a germane de tancuri în Crișana și Banat. Între 17 septembrie-5 octombrie 1944 Armata a IV-a română a purtat lupte grele pentru forțarea Mureșului în centrul Transilvaniei, pe linia Oarba de Mureș - Dealul Sângiorgiu - Iernut, a înfrânt rezistența bine organizată germano-ungară și a pătruns pe teritoriul Transilvaniei de Nord. Odată cu victoriile armatelor române și sovietice pe front, o mare parte din Ardealul de Nord a fost eliberat treptat. Autoritățile române au început să planifice diferite modalități de reinstalare a administrației românești în teritoriile eliberate, conform prevederilor articolului 17 din Convenția de Armistițiu.
Evacuarea administrației românești din nordul Transilvaniei
Cu toate acestea, trupele sovietice din nordul Transilvaniei au inițiat evacuarea întregii administrații românești începând cu 11 noiembrie 1944. Această acțiune a fost justificată de acuzațiile de incapacitate în menținerea ordinii aduse de autoritățile românești sau de presupusul șantaj exercitat de decidenții politici de la Moscova.
Solicitările guvernului român și răspunsul sovietic
Guvernul de la București a cerut în repetate rânduri partenerilor sovietici să permită reintegrarea administrației în nordul Transilvaniei, bazându-se pe prevederile articolului 17 din Convenția de Armistițiu. Cu toate acestea, răspunsul sovieticilor a fost mereu negativ, motivând că preluarea Ardealului de Nord de către România va avea loc numai în momentul semnării unui tratat de pace.
Reinstalarea administrației românești
Situația Ardealului de Nord a suferit o schimbare în martie 1945, după numirea Guvernului condus de Petru Groza. La 9 martie 1945, Iosif Stalin a dat acordul pentru reinstalarea administrației românești în nordul Transilvaniei, iar administrația militară sovietică a fost treptat înlocuită cu cea românească. In aprilie 1945 teritoriul Transilvaniei de Nord redevine românesc de fapt prin Legea nr. 260 din 4 aprilie 1945 privitoare la legislatia aplicabila in Transilvania de Nord, precum si la drepturile dobandite in acest teritoriu, in timpul operatiunii ungare. În 1947, prin Tratatul de Pace de la Paris, Transilvania de Nord a fost restituită României de drept.